# Vilma Bello
Vilma Bello (ur. 27 czerwca 1975) – albańska nauczycielka i albanistka, deputowana do Zgromadzenia Albanii z ramienia Socjalistycznej Partii Albanii.

## Życiorys
W 1998 roku ukończyła studia z zakresu albanistyki na Uniwersytecie Tirańskim. Rozpoczęła pracę we Wlorze jako nauczycielka w szkole podstawowej 28 Nëntori (1998-2003) i liceum ogólnokształcącym im. Alego Demiego (2003-2004). Jednocześnie w latach 1998-2017 pracowała na Wydziale Humanistycznym Uniwersytetu we Wlorze.
W wyborach parlamentarnych z 2017 roku uzyskała mandat do Zgromadzenia Albanii, reprezentując w nim Socjalistyczną Partię Albanii.